# Psaume 130 (Boulanger)
Pour les articles homonymes, voir Psaume 130.
Du fond de l'abîme
Le Psaume 130 : Du fond de l’abîme ou Psaume CXXX est une œuvre pour contralto, ténor, chœur mixte et orchestre composée par Lili Boulanger en 1910, revue en 1917.

## Histoire
Il s'agit du troisième psaume mis en musique par Lili Boulanger, après le Psaume 24 et le Psaume 129. Elle en écrit une ébauche dès 1914, mais la partition d'orchestre n'est achevée qu'à l'été 1916.

## Analyse
Ce psaume semble être choisi pour son atmosphère sombre d'où perce peu à peu l'espoir.

« Ce thème spirituel, la recherche de la lumière dans les ténèbres dominantes, est exprimé de manière particulièrement dramatique. »

C'est l'une des partitions les plus longues de la compositrice, et l'une de ses plus riches en termes d'écriture musicale.

« On y retrouve l'obsession pour le mode phrygien et pour le si bémol mineur, mais l'œuvre fait appel aussi à d'autres échelles modales, notamment l'échelle octotonique [...], les secondes augmentées du mineur hébraïque, la gamme par tons, le chromatisme, l'usage audacieux de l'enharmonie, tout cela menant à un dépassement fréquent de la tonalité. »

## Publication
La partition a été publiée par Durand en 1924.

## Discographie
- Oralia Dominguez (contralto), Raymond Amade (ténor), Orchestre de l'Association des Concerts Lamoureux, dir. Igor Markevitch (1958, EMI CDM 7 64281 2) (OCLC 496666374)
- Sonia de Beaufort (mezzo-soprano) et Martial Defontaine (ténor) avec le Chœur symphonique de Namur et l'Orchestre philharmonique du Luxembourg dirigé par Mark Stringer, Timpani, 1998/2007.
- Ann Murray (mezzo-soprano) et Neil MacKenzie (ténor), avec le Chœur de l'Orchestre symphonique de Birmingham et l'Orchestre philharmonique de la BBC dirigé par Yan Pascal Tortelier, Chandos, 1999.
- Sally Bruce-Payne (mezzo-soprano) et Julian Podger (ténor), avec le Monteverdi Choir et l'Orchestre symphonique de Londres dirigé par John Eliot Gardiner, Deutsche Grammophon, 2002.